# 伊百五十三型潜水艦
| 伊153型潜水艦（海大3型a）   | 伊153型潜水艦（海大3型a）                                                                                           |
| --------------------------- | --- |
| 伊号第五十五潜水艦          | |
| 画像は初代伊55（後の伊155） | |
| 艦級概観                    | |
| 艦種                        | 一等潜水艦 |
| 艦名                        | |
| 前級                        | 伊号第百五十二潜水艦（海大2型）                                                                                     |
| 次級                        | 伊百五十六型潜水艦（海大3型b）                                                                                      |
| 性能諸元                    | |
| 排水量                      | 基準：1,635トン 常備：1,800トン 水中：2,300トン                                                                     |
| 全長                        | 100.58m |
| 全幅                        | 7.98m |
| 吃水                        | 4.83m |
| 機関                        | ズルツァー式3号ディーゼル2基2軸 水上：6,800馬力 水中：1,800馬力                                                     |
| 速力                        | 水上：20.0kt 水中：8.0kt                                                                                            |
| 航続距離                    | 水上：10ktで10,000海里 水中：3ktで90海里                                                                            |
| 燃料                        | 重油：241.8t |
| 乗員                        | 63名 |
| 兵装                        | 40口径十一年式12cm単装砲1門 留式7.7mm機銃1挺 53cm魚雷発射管 艦首6門、艦尾2門 六年式魚雷16本 Kチューブ（水中聴音機） |
| 備考                        | 安全潜航深度：60m                                                                                                   |

伊百五十三型潜水艦（いひゃくごじゅうさんがたせんすいかん）は、大日本帝国海軍の潜水艦の艦級。海大III型a（かいだいさんがたエー）とも。全部で4隻が建造され、1927年から1928年にかけて竣工した。太平洋戦争の初期に通商破壊を行ったがこの時点で旧型となっていたため、1942年後半までにすべての艦が練習潜水艦となった。全艦戦没せずに終戦を迎えたが、戦後処分された。伊百五十六型潜水艦（海大III型b）は船体形状が若干改められたが兵装や性能は本艦級にほとんど等しい。

## 概要
1922年（大正11年）のワシントン軍縮条約の締結により八八艦隊案を白紙に戻した日本海軍は、1923年（大正12年）度の計画で改めて潜水艦を12隻（当初の予定は13隻）建造した。海大3型aはその最初の4隻である。計画番号はS26。
本型は前型の海大2型を改良した量産型である。船体寸法はほぼ同一、主機も同じディーゼル機関を搭載したが、内殻の板厚を増して潜航深度を60mまで増大させた。その他構造上の細かい改正が施されより実用的な艦となった。このため基準排水量で300トン弱増加し速力、航続力はともに若干低下した。外観上の相違は司令塔が内容積増大のため基部が広げられ台形状となり、艦首に防潜網切断器が搭載されたことである。また遭難時の救難のために引き上げ用眼環が初めて装備された。

## 戦歴
伊153,154,155は第一八潜水隊を編成しマレー、ジャワ方面へ進出した。伊158も第一九潜水隊に所属しマレー方面に進出、4隻で合計7隻の商船を撃沈している。4隻とも1942年（昭和17年）3月に呉港に帰港。その後は同年6月に伊158がミッドウェー海戦に参加、伊155がアリューシャン作戦でキスカ島への輸送任務に参加しただけで、大戦の大半を練習潜水艦として過ごした。伊153は終戦直前の空襲により中破、それ以外の艦は無傷で終戦を迎えている。

## 同型艦
1942年（昭和17年）5月20日に改称、艦番に100を加えた。
- 伊号第百五十三潜水艦 ← 伊号第五十三潜水艦 [I] から改称

1927年（昭和2年）3月30日竣工（呉海軍工廠）。1948年（昭和23年）解体。
- 伊号第百五十四潜水艦 ← 伊号第五十四潜水艦 [I] から改称

1927年（昭和2年）12月15日竣工（佐世保海軍工廠）。1946年（昭和21年）5月伊予灘で海没処分。
- 伊号第百五十五潜水艦 ← 伊号第五十五潜水艦 [I] から改称

1927年（昭和2年）9月5日竣工（呉海軍工廠）。1946年（昭和21年）5月伊予灘で海没処分。
- 伊号第百五十八潜水艦 ← 伊号第五十八潜水艦 [I] から改称

1928年（昭和3年）5月15日竣工（横須賀海軍工廠）。1946年（昭和21年）4月1日五島列島沖で海没処分。

## 潜水隊の変遷
伊153型は4隻からなり、3隻からなる潜水隊に2隻足りないので性能がほぼ等しい海大3型bの1番艦伊56、2番艦伊57を加えた6隻で2個潜水隊を編成した。すべて呉鎮守府に配備されたため、呉鎮の固有番号の11~20までの番号の潜水隊である。伊153は当初海大1型、海大2型とともに第17潜水隊を編成していたが、昭和10年11月15日の解隊を機に第18潜水隊に編入された。

### 第十七潜水隊
呉鎮守府籍の伊53と、海大1型の伊51、海大2型の伊52の3隻で編成。呉で改修や練習に使用され、昭和10年11月15日に解隊された。
1925年(大正14年)12月1日：伊51、伊52で編成。第二艦隊第2潜水戦隊。
1927年(昭和2年)3月30日：竣工した伊53を編入。編成完結。
1928年(昭和3年)12月10日：呉鎮守府付属。
1935年(昭和10年)11月15日：解隊。伊51、伊52は呉鎮守府付属に、伊53は第18潜水隊にそれぞれ転出。
(1940年(昭和15年)4月1日：伊51除籍。)
(1942年(昭和17年)8月10日：伊152除籍。)

### 第十八潜水隊
呉鎮守府籍の伊54・伊55で編成。2隻とも太平洋戦争に参加し、マレー作戦に参加した後、主にインド洋で活動。昭和17年3月10日からは主に練習隊として活動した。昭和19年1月31日に解隊された。
1927年(昭和2年)9月5日：伊55で編成。第二艦隊第2潜水戦隊。
1927年(昭和2年)12月1日：第18潜水隊司令河村重幹大佐。
1927年(昭和2年)12月15日：竣工した伊54を編入。編成完結。
1928年(昭和3年)12月10日：第18潜水隊司令大和田芳之介中佐。
1930年(昭和5年)11月15日：大和田司令離任。
1930年(昭和5年)12月1日：呉鎮守府部隊。
1931年(昭和6年)12月1日：第18潜水隊司令樋口修一郎大佐。第二艦隊第2潜水戦隊。
1932年(昭和7年)2月10日：伊54、伊55、衝突事故による損傷修理のため予備艦となる。
1932年(昭和7年)12月1日：第18潜水隊司令春日末章中佐。
1933年(昭和8年)11月15日：呉鎮守府部隊。
1934年(昭和9年)11月15日：第18潜水隊司令平野六三中佐。第二艦隊第2潜水戦隊。
1935年(昭和10年)10月12日：平野司令死去。
1935年(昭和10年)11月15日：解隊した第17潜水隊より伊53を編入。第18潜水隊司令駒沢克己中佐。呉鎮守府部隊。
1936年(昭和11年)7月31日：伊55、座礁事故による損傷修理のため予備艦となる。
1936年(昭和11年)12月1日：第18潜水隊司令福沢常吉中佐。
1937年(昭和12年)11月1日：伊54が予備艦となる。
1938年(昭和13年)12月15日：第18潜水隊司令仁科宏造大佐。
1939年(昭和14年)11月15日：第18潜水隊司令長井満大佐。
1940年(昭和15年)11月1日：第18潜水隊司令加藤与四郎中佐。
1941年(昭和16年)8月1日：第18潜水隊司令貴島盛次大佐。
1941年(昭和16年)9月1日：連合艦隊第4潜水戦隊。
1942年(昭和17年)3月10日：呉鎮守府部隊。
1942年(昭和17年)5月30日：第18潜水隊司令浜野元一中佐。
1943年(昭和18年)8月25日：呉鎮守府部隊より伊121、伊122を編入。
1944年(昭和19年)1月31日：解隊。伊153、伊154は予備艦となり、伊121、伊122、伊155は第19潜水隊所属となる。第19潜水隊については下記第19潜水隊の項で記述する。
(1945年(昭和20年)11月20日：伊154除籍。)
(1945年(昭和20年)11月30日：伊153除籍。)

### 第十九潜水隊
呉鎮守府籍の伊58と海大3型bの伊56・伊57で編成。3隻とも太平洋戦争に参加し、マレー作戦に参加した後、主にインド洋で活動。昭和17年7月10日からは主に練習隊として活動した。昭和20年4月20日に解隊された。
1929年(昭和4年)4月1日：伊56、伊58で編成。第19潜水隊司令熊岡譲大佐。呉鎮守府部隊。
1929年(昭和4年)12月1日：第二艦隊第2潜水戦隊。
1929年(昭和4年)12月24日：竣工した伊57を編入。編成完結。
1930年(昭和5年)11月15日：伊57が予備艦となる。
1930年(昭和5年)12月1日：第19潜水隊司令鋤柄玉造中佐。呉鎮守府部隊。
1931年(昭和6年)10月15日：鋤柄司令離任。
1932年(昭和7年)6月1日：伊57、伊58が予備艦となる。
1932年(昭和7年)12月1日：第19潜水隊司令高塚省吾中佐。第二艦隊第2潜水戦隊。
1933年(昭和8年)11月1日：伊58が予備艦となる。
1933年(昭和8年)11月15日：第19潜水隊司令醍醐忠重中佐。
1934年(昭和9年)10月22日：伊57が予備艦となる。
1934年(昭和9年)11月15日：醍醐司令離任。呉鎮守府部隊。
1935年(昭和10年)11月15日：第19潜水隊司令石崎昇中佐。第一艦隊第1潜水戦隊。
1936年(昭和11年)7月31日：伊58、座礁事故による損傷修理のため予備艦となる。
1936年(昭和11年)12月1日：第19潜水隊司令鍋島俊策中佐。呉鎮守府部隊。
1937年(昭和12年)11月15日：第19潜水隊司令駒沢克己中佐。
1938年(昭和13年)12月15日：第19潜水隊司令篠田清彦中佐。伊57が予備艦となる。
1939年(昭和14年)11月15日：第19潜水隊司令中岡信喜大佐。第一艦隊第1潜水戦隊。
1940年(昭和15年)10月19日：第19潜水隊司令小田為清中佐。
1940年(昭和15年)11月15日：連合艦隊第4潜水戦隊。
1941年(昭和16年)10月20日：第19潜水隊司令太田信之輔大佐。
1942年(昭和17年)3月10日：連合艦隊第5潜水戦隊。
1942年(昭和17年)4月10日：解隊された第28潜水隊より伊59を編入。
1942年(昭和17年)5月7日：第19潜水隊司令小野良二郎中佐。
1942年(昭和17年)7月10日：呉鎮守府部隊。
1942年(昭和17年)7月14日：第19潜水隊司令浜野元一中佐。
1942年(昭和17年)7月31日：第19潜水隊司令西野耕三中佐。
1943年(昭和18年)2月20日：（兼）第19潜水隊司令栢原保親中佐。
1944年(昭和19年)1月31日：第19潜水隊司令浜野元一大佐。解隊された第18潜水隊より伊121、伊122、伊155を編入。
1944年(昭和19年)7月20日：第19潜水隊司令藤本伝大佐。
1944年(昭和19年)12月15日：呉防備戦隊より伊162を、第8潜水戦隊より伊165をそれぞれ編入。
1945年(昭和20年)2月25日：第19潜水隊司令小泉麒一大佐。
1945年(昭和20年)4月1日：伊156、伊162、伊165は第34潜水隊に転出。
1945年(昭和20年)4月20日：解隊。伊157、伊158、伊159は第34潜水隊に、伊121、伊122、伊155は第33潜水隊に編入。第33潜水隊については第33潜水隊の項で、第34潜水隊については第34潜水隊の項で記述する。

## 参考文献

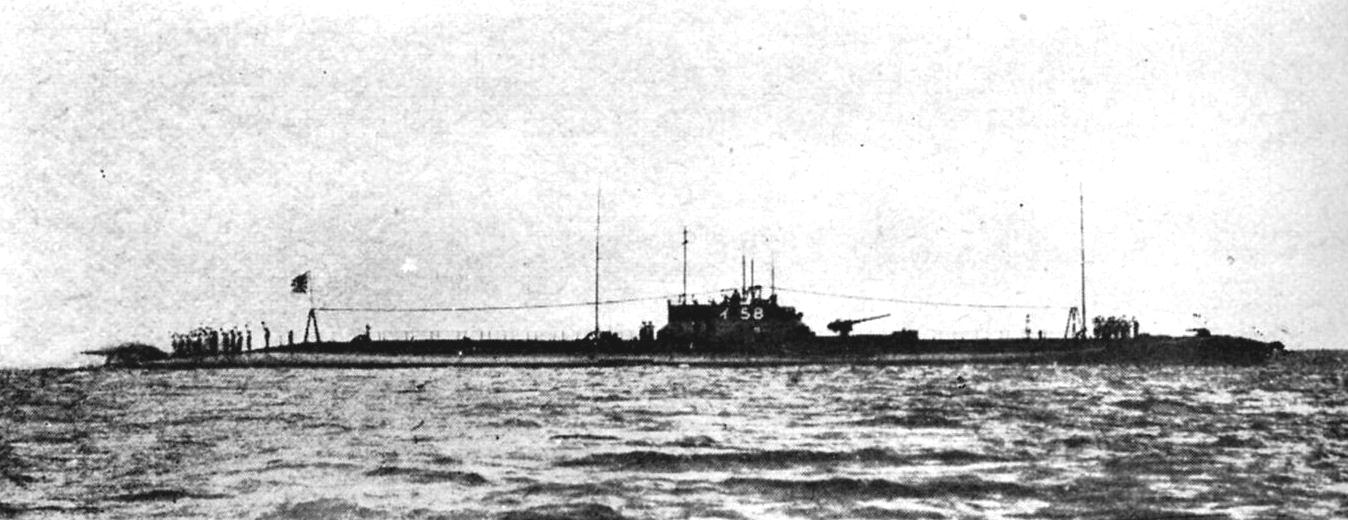
初代伊58（後の伊158）

## 登場作品
小説
『真珠湾ようそろ』
川又千秋の架空戦記。艦名不明の同型艦が登場。機雷を触雷して除籍処分されていたが、孤島ラバウルに取り残されていた現地日本軍将兵らが勝手に現地修理し、新たに「南鯨」と称して使用する。「虎作戦」では、架空の睦月型駆逐艦「峰月」を現地改造した特設空母「南鷹」に敵を近付かせないための囮役として活動する。